# Белые куропатки
Бе́лые куропа́тки (лат. Lagopus) — род мелких и средней величины птиц из трибы тетеревиных семейства фазановых.

## Общая характеристика
Интересны как по образу жизни, так и по своей приспособляемости к климатическим условиям.
От других тетеревиных птиц этот род отличается тем, что пятка и пальцы покрыты густыми волосообразными перьями, защищающими ноги от влияния холода. Кроме того, когти у белых куропаток длиннее, чем у прочих тетеревиных, и ежегодно меняются перед началом линьки.

## Внешний вид
Самец и самка мало отличаются друг от друга, а молодые скоро становятся похожими на взрослых. Изменения в оперении у этих птиц замечаются по временам года (сезонный диморфизм) и выражаются в изменении цвета, которое происходит или вследствие линьки, или же вследствие простого обесцвечивания перьев.
Белое зимнее оперение наблюдается у всех видов, кроме одного из подвидов белой куропатки (L. lagopus scoticus), и помогает им быть неотличимыми от снежного фона.

## Распространение
Представители рода Lagopus являются обитателями холодных регионов. Белая куропатка живёт в северных приполярных лесах. Белохвостая куропатка распространена в горах Северной Америки, а тундряная куропатка населяет как арктические, так и горные области Евразии и Северной Америки.
На территории бывшего СССР распространены белая куропатка и тундряная куропатка, обитающие в тундре и высокогориях.
- Белохвостая куропатка
- Тундряная куропатка
- Самец белой куропатки в брачном наряде

## Образ жизни и питание
Являются оседлыми птицами. Выносливы в суровых условиях обитания. Питаются растительной пищей, но птенцы также поедают насекомых.

## Размножение
У всех видов, кроме белой куропатки, только самка занимается насиживанием яиц и выведением птенцов, что типично для пернатой дичи.

## Классификация
Ранее выделяли до шести видов этого рода. В настоящее время род образован четырьмя видами, которые несколько различаются по внешнему виду и образу жизни:
- Белохвостая куропатка — Lagopus leucura (Richardson, 1831)
- Lagopus scotica (Latham, 1787)
- Белая куропатка — Lagopus lagopus (Linnaeus, 1758)
- Тундряная куропатка — Lagopus muta (Montin, 1781)

## Генетика
Молекулярная генетика
- Депонированные нуклеотидные последовательности в базе данных EntrezNucleotide, GenBank, NCBI, США: 2809 (по состоянию на 18 февраля 2015).
- Депонированные последовательности белков в базе данных EntrezProtein, GenBank, NCBI, США: 2491 (по состоянию на 18 февраля 2015).

Бо́льшая часть депонированных последовательностей принадлежит белой куропатке (L. lagopus) — генетически наиболее изученному представителю данного рода.